# 王宇航
王宇航（1993年2月18日—），本名欢凯莲2003年10岁赴西安市配音 像他一样的童声 2010年17岁于臺北市配音《终于声音大人安静》2015年，22岁，配音来到红蝴蝶工作室 西安市

## 配音电视剧作品
《凶靈》比利·諾蘭
《小魔女 (电影)》
《奈奈與薰的SM日記》杉山薫
《吸血鬼戰爭》邁克·費恩
《大叔與貓》福丸
```
== 配音动画作品 ==
```

《酷跑英雄》小魔女
《妖怪手錶系列》浮游喵
《六都爭霸》高雄市（♂）
《魔法禁書目錄》上条當麻
《星星狐》嘟噜熊 
《疯狂外星人》格蕾杜緹“小緹”·圖希（Gratuity "Tip" Tucci）
《吉永家的石像怪》吉永和己
《TIGER×DRAGON!》高須龍兒
《單蠢女孩》阿久津明
《奈奈與薰的SM日記》杉村薰
《租借女友》木之下和也
《魔乳秘劍帖》魔乳胸幸
《蘿球社！》吉永和己
《加速世界》有田春雪／Silver Crow（白銀之鴉）
《七大罪 (漫畫)》有趣的
《BEASTARS》豪彬／剛兵 （第 2-3 季）
《美少女戰士Crystal》地場衛
《天空侵犯》本城理火